# بيتر غروفز
بيتر غروفز (30 يونيو 1988 في المملكة المتحدة - ) (بالإنجليزية: Peter Groves)‏ هو لاعب كريكت بريطاني. لعب مع Loughborough MCC University ‏.

## وصلات خارجية
- بيتر غروفز على موقع إي آس بي آن كريك إنفو (الإنجليزية)